# 내가 사랑하는 남자
내가 사랑하는 남자(L'Homme que j'aime)는 1997년 공개된 프랑스의 게이 로맨스 영화이다. 이 작품은 1997년에 방영되었다. 그 후 2001년 4월 27일에 영화로 국제적으로 개봉되었다.

## 줄거리
수영장에서 일하는 두 남자, 마르탱과 뤼카의 사랑 이야기가 중심 내용이다. 수영장 안전 요원인 마르탱은 매력적인 젊은 뤼카에게 관심을 갖게 된다. 하지만 뤼카에게는 동거 중인 여자친구 리즈가 있어 처음에는 마르탱의 접근을 거부한다. 이후 리즈는 오히려 마르탱을 자신과 뤼카의 사회생활에 끌어들인다. 그러면서 뤼카는 자신의 성 정체성에 대해 의문을 품기 시작하고 마르탱에게 점점 끌린다. 그러나 마르탱이 HIV 양성 판정을 받게 되면서 뤼카는 사랑에 빠지기 시작한 시한부의 마르탱과 첫사랑인 리즈 사이에서 선택을 해야 하는 상황에 놓인다. 영화는 "마지막 날처럼 매일을 살아라"라는 주제를 강조하며, 사랑과 삶의 유한함에 대한 고민을 보여준다.

## 캐스팅
- 장미셸 포르탈 - 루카 (Lucas)
- 마르시알 디 폰소 보 - 마르탱 (Martin)
- 마틸드 세니에르 - 리즈 (Lise)